# Wit Gruszka

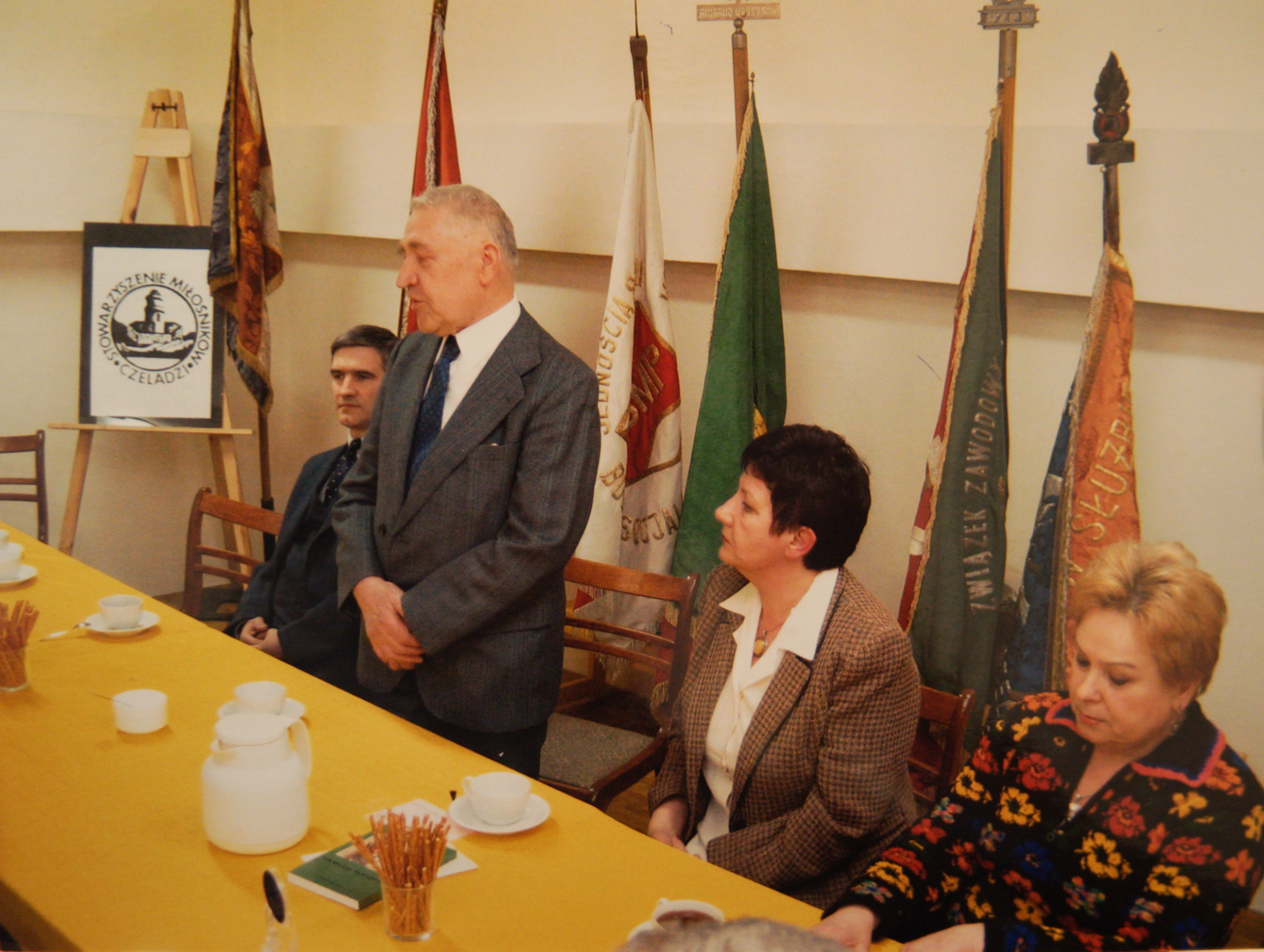
Promocja książki Wita Gruszki Filozofia Istnienia w Miejskiej Bibliotece Publicznej w Czeladzi, 2006

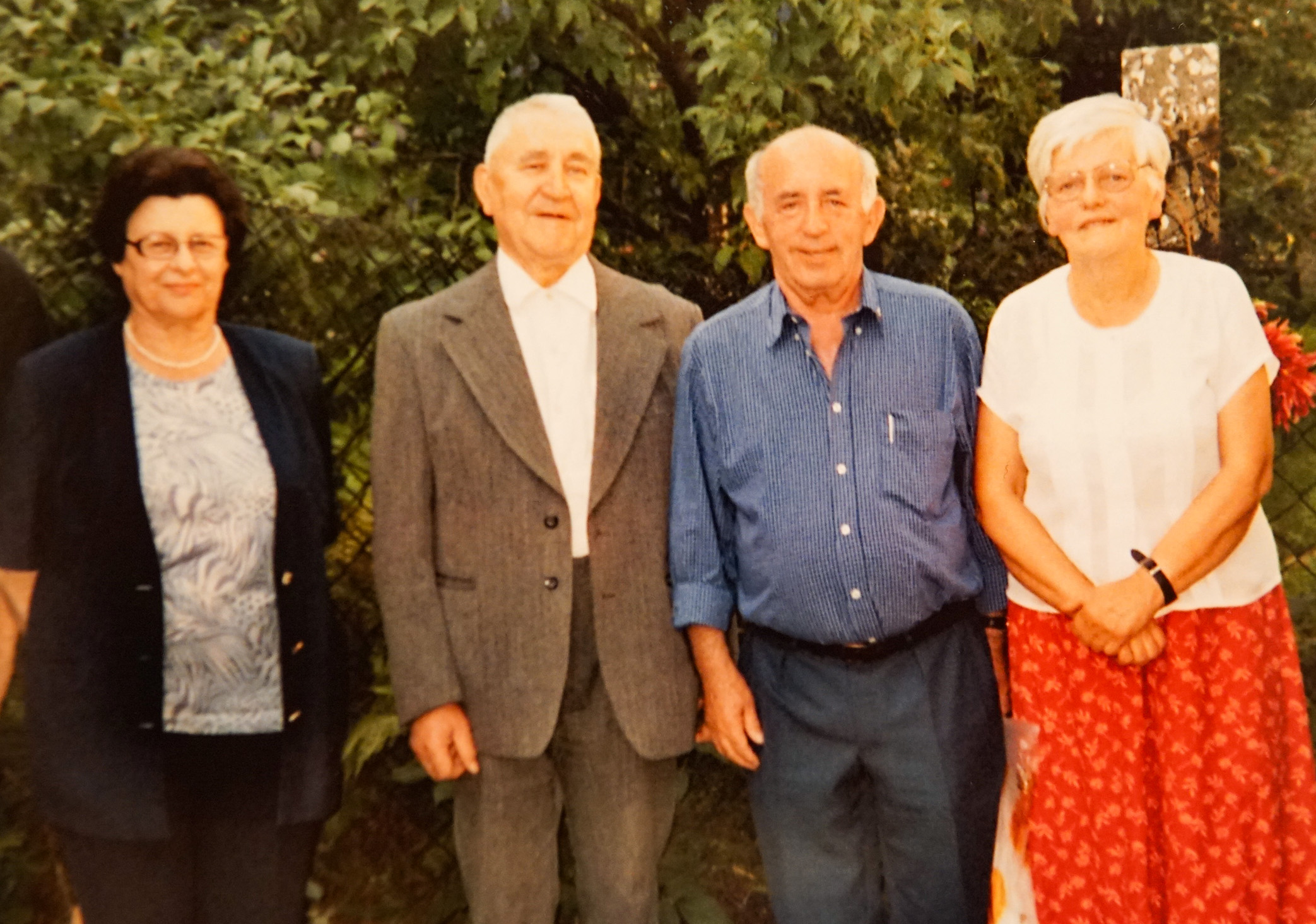
Spotkanie z przewodniczącym Światowego Związku Żydów Zagłębia Abrahamem Greenem. Od lewej: Bianca Green, Wit Gruszka, Abraham Green, Maria Gruszka

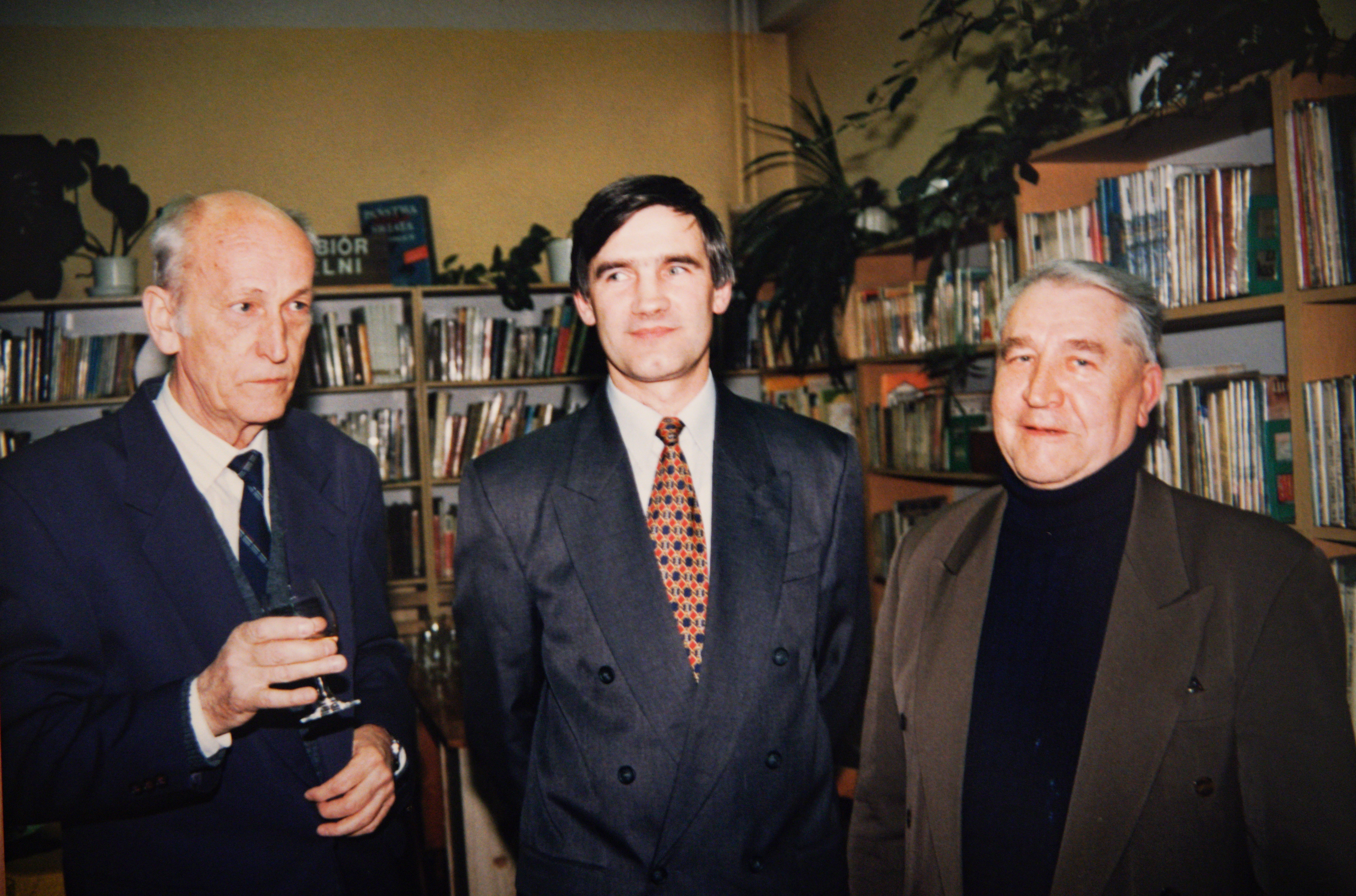
Stanisław Dyszy, Zbigniew Szaleniec i Wit Gruszka

Wit Czesław Gruszka (ur. 15 czerwca 1926 w Czeladzi, zm. 4 czerwca 2010 w Mysłowicach) – polski regionalista i samorządowiec, działacz społeczny, autor publikacji o tematyce regionalnej (Czeladź) i filozoficzno-religijnej.

## Edukacja i działalność społeczna
Pochodził z rodziny związanej z Czeladzią od pokoleń, był synem Ludwika, wieloletniego pracownika kopalni „Czeladź", członka Rady Miejskiej Czeladzi. Ukończył szkołę podstawową w rodzinnym mieście, potem gimnazjum w Siemianowicach Śląskich i Liceum Pedagogiczne w Sosnowcu. Przez krótki czas studiował socjologię na Uniwersytecie Wrocławskim. Pracował jako nauczyciel w szkole podstawowej w Czeladzi i w szkole w Sosnowcu. Od 1953 był urzędnikiem miejskim: podinspektorem szkolnym w Wydziale Oświaty Prezydium Miejskiej Rady Narodowej (Urzędu Miejskiego) w Czeladzi, następnie od 1959 kierownikiem Referatu Wojskowego, potem inspektorem archiwistą. W okresie PRL nie udzielał się w organizacjach politycznych i społecznych, był jedynie od 1966 członkiem Polskiego Związku Filatelistów, w którym przewodniczył komisjom rewizyjnym koła w Czeladzi oraz oddziału sosnowieckiego. Od początku istnienia był też członkiem Stowarzyszenia Miłośników Czeladzi (1983), a po 1989 działał w Klubie Rodów Czeladzkich.
W latach 1994–2002 przez dwie kadencje był radnym Rady Miejskiej Czeladzi. W 1994 został wybrany z listy komitetu lokalnego „Czeladź 1994", cztery lata później – z listy komitetu „Nowa Czeladź". W obu kadencjach przewodniczył komisji inwentaryzacyjnej Rady Miejskiej.
Był inicjatorem obchodów stulecia urodzin wybitnego czeladzianina, fizyka i wynalazcy Józefa Mazura w listopadzie 1996, w tym nadania uczonemu pośmiertnie godności honorowego obywatela miasta. Rocznicy tej towarzyszyła msza w kościele pw. św. Stanisława Biskupa Męczennika w Czeladzi, w czasie której na ścianie kościoła odsłonięto tablicę pamiątkową, a w uroczystej sesji Rady Miejskiej wzięli udział przedstawiciele środowiska naukowego Warszawy, Wrocławia, a także Wojska Polskiego. Osobie Mazura poświęcił Gruszka broszurę biograficzną Józef Mazur - badacz chmur i mgieł (Czeladź 1996).

## Działalność publicystyczna
Był autorem szeregu publikacji, poświęconych przede wszystkim przeszłości rodzinnego miasta i ludziom z nim związanych, publikowanych w samorządowym miesięczniku „Echo Czeladzi", „Gościu Niedzielnym", „Zeszytach Czeladzkich", „Niedzieli" i innych periodykach. Na łamach „Echa Czeladzi" publikował cykl historyczny „Wydarzenia sprzed lat, czyli repetitio est mater studiorum" (m.in. Tu mówi Polskie Radio. W 75 rocznicę powstania radia w Polsce i pierwszym radiu w Czeladzi oraz innych przemianach cywilizacyjnych, 2000, nr 6, s. 15; Od burmistrza do ...burmistrza, 1997, nr 11, s. 17; Bractwo św. Anny w Czeladzi, 2002, nr 9, s. 16; Jak to drzewiej bywało, cztery części opisujące obyczaje mieszkańców Zagłębia Dąbrowskiego, 1998, numery 3–6). Prezentował też sylwetki osób związanych z Czeladzią, m.in. skoczka w dal Henryka Grabowskiego, grawera i projektanta znaczków pocztowych Czesława Słani, twórcy miniaturowych książek Zygmunta Szkocnego, wieloletniego organisty czeladzkiego Henryka Krysiaka (Piękny jubileusz Henryka Krysiaka. 60 lat za organowym manuałem, „Echo Czeladzi", 1999, nr 12, s. 10), policjanta zamordowanego w Katyniu Szczepana Stradowskiego (Policjant Szczepan Stradowski, „Echo Czeladzi", 2002, nr 6, s. 17). Regionalna bibliografia Czeladzi (do 2008 włącznie) podaje łącznie niemal 50 publikacji Wita Gruszki.
Poza wspomnianą broszurą o prof. Józefie Mazurze wydał esej filozoficzno-religijny Filozofia Istnienia (2003), a także utwory dramatyczne Anioł Wizytek (Czeladź 2007, nawiązujący do wydarzeń religijnych z XVII wieku) i Nie zabijaj! (Czeladź 2004, dotyczący losu Polaków w czasie II wojny światowej). Przez większość życia notował wydarzenia z życia prywatnego, a także społecznego w kraju i na świecie, pozostawiając rodzinie bogate archiwum rękopiśmienne w dziesiątkach zeszytów
Był laureatem wyróżnień w konkursach wspomnieniowych: w 1987 w konkursie Śląskiego Instytutu Naukowego i „Dziennika Zachodniego" dotyczącym generała Jerzego Ziętka, w 1989 w konkursie Stowarzyszenia Dziennikarzy Polskich i „Gazety Wyborczej" „Opisz te wybory" za relację Dni, które pisała historia.
W 2005 z okazji wydania dramatu Nie zabijaj! Klub Rodów Czeladzkich zorganizował mu uroczysty wieczór autorski. Był również Gruszka laureatem Nagrody Miasta Czeladź (1995).

## Odznaczenia
Został odznaczony m.in. Krzyżem Kawalerskim Orderu Odrodzenia Polski (1988), Złotym Krzyżem Zasługi (1983), złotą odznaką "Zasłużony w Rozwoju Województwa Katowickiego" (1982). Otrzymał ponadto wyróżnienia filatelistyczne – Brązową, Srebrną i Złotą Odznakę Honorową Polskiego Związku Filatelistów.

## Życie prywatne
W 1960 ożenił się z Marią Szkoc, córką nauczyciela czeladzkiego Stanisława. Mieli córkę Barbarę, poetkę i dziennikarkę, która jeden z tomików poetyckich (Szara jak wróbel, Sopot 2012) poświęciła ojcu, przeżyciom towarzyszącym jego długiej chorobie i śmierci (na okładce tomiku znalazło się jego zdjęcie z ostatniego okresu życia).
Został pochowany na cmentarzu parafialnym w Czeladzi.